# Eulàlia Escuder i Anglada
Eulàlia Escuder i Anglada   (Barcelona, 1789 - Barcelona, 27 de novembre de 1868) fou una empresària catalana.

## Biografia
Va néixer a Barcelona, filla del velluter Antoni Escuder i Matas i de Teresa Anglada. Era germana del veler (fabricant de teixits de seda) Joan Escuder i Anglada (1799-1855), casat amb Eulàlia Fàbregas, filla del també veler Jaume Fàbregas. Era bondadosa, treballadora, ordenada i estava dotada d'una gran vivesa. Educada dins de la doctrina cristiana, i seguint les màximes d'urbanitat de les bones senyoretes, es va formar entre telers, mirant com la seva mare ajudava el seu pare a nuar fils i a vendre mocadors de seda.
El 1832 es van signar els capítols matrimonials entre Eulàlia i el mestre veler Ramon Vilumara i Broquetas, vidu amb dos fills, Josep i Francesc Vilumara i Saus. Vilumara treballava per al germà d'Eulàlia, que li aportà com a dot 350 lliures a més de les 300 que li corresponien com a llegítima del seu pare. Com que el seu marit no tenia altres bens, es va especificar que a Eulàlia li correspondria la meitat dels seus guanys.
Eulàlia Escuder portà els comptes, organitzà la fàbrica i ajudà les aprenentes, establint-hi una bona relació personal i professional. Era un nou model d'humanisme, que contrastava amb el de l'empresariat de l'època, i alhora obria camí a un nou model de dona, allunyada del món de les aparences i de la frivolitat de l'estereotip de classe. No va tenir fills, però va deixar en herència l'esperit humanista i creatiu a la recerca de la formació, on s'inspiren les millors escoles de negocis i disseny actuals de Barcelona.

## Homenatges
El 1904, l'escriptora Dolors Monserdà i Vidal va publicar la novel·la La fabricanta, inspirada en la vida d'Eulàlia Escuder; com ella, el germà de la protagonista, Antonieta Corominas, té una fàbrica de teixits de seda, i ella es casà amb un petit fabricant, a qui ajudà en el negoci, que prosperà amb la seva participació. La novel·la reflecteix la voluntat d'incorporació de les dones, a partir de la seva capacitat intel·lectual, a la vida empresarial de la segona meitat del segle xix de Barcelona.
L'any 2010, l'Ajuntament de Reus va aprovar donar el nom d'Eulàlia Escuder i d'altres quatre empresàries catalanes (Dolors Sala, Dolors Fàbrega, Maria Trias i Rosa Casamitjana) a cinc carrers que no tenien encara nom, situats a la zona industrial propera al Cementiri General.